# Raimonds Bergmanis
Raimonds Bergmanis (né le 25 juillet 1966 à Pļaviņas) est un homme politique et un ancien haltérophile letton membre de l'Union des verts et des paysans (ZZS).
Il est ministre de la Défense entre juillet 2015 et janvier 2019.
Il a été le porte-drapeau olympique de la délégation lettonne aux Jeux olympiques d'été de 1992 qui ont suivi le retour à l'indépendance. Il est médaille d'argent toutes classes des Championnats d'Europe d'haltérophilie de 1997 à Rijeka.